# Station Zabrzeg
Station Zabrzeg is een spoorwegstation in de Poolse plaats Zabrzeg.